# Rei Hirakawa
Rei Hirakawa (平川 怜 Hirakawa Rei?, Chōfu, Tokio, 20 de abril de 2000) es un futbolista japonés que juega como centrocampista en el Tokyo Verdy de la J1 League.

## Trayectoria

### Clubes
| Club                            | País  | Año       |
| ------------------------------- | ----- | --------- |
| F. C. Tokyo                     | Japón | 2016-2022 |
| Kagoshima United FC (cedido)    | Japón | 2019      |
| Matsumoto Yamaga F. C. (cedido) | Japón | 2021      |
| Roasso Kumamoto                 | Japón | 2022-2023 |
| Júbilo Iwata                    | Japón | 2024      |
| Tokyo Verdy                     | Japón | 2025-     |